# Liste de maladies humaines par taux de létalité
 (janvier 2022).
La mise en forme du texte ne suit pas les recommandations de Wikipédia : il faut le « wikifier ».
Les points d'amélioration suivants sont les cas les plus fréquents. Le détail des points à revoir est peut-être précisé sur la page de discussion.
- Les titres sont pré-formatés par le logiciel. Ils ne sont ni en capitales, ni en gras.
- Le texte ne doit pas être écrit en capitales (les noms de famille non plus), ni en gras, ni en italique, ni en « petit »…
- Le gras n'est utilisé que pour surligner le titre de l'article dans l'introduction, une seule fois.
- L'italique est rarement utilisé : mots en langue étrangère, titres d'œuvres, noms de bateaux, etc.
- Les citations ne sont pas en italique mais en corps de texte normal. Elles sont entourées par des guillemets français : « et ».
- Les listes à puces sont à éviter, des paragraphes rédigés étant largement préférés. Les tableaux sont à réserver à la présentation de données structurées (résultats, etc.).
- Les appels de note de bas de page (petits chiffres en exposant, introduits par l'outil «  Source ») sont à placer entre la fin de phrase et le point final[comme ça].
- Les liens internes (vers d'autres articles de Wikipédia) sont à choisir avec parcimonie. Créez des liens vers des articles approfondissant le sujet. Les termes génériques sans rapport avec le sujet sont à éviter, ainsi que les répétitions de liens vers un même terme.
- Les liens externes sont à placer uniquement dans une section « Liens externes », à la fin de l'article. Ces liens sont à choisir avec parcimonie suivant les règles définies. Si un lien sert de source à l'article, son insertion dans le texte est à faire par les notes de bas de page.
- La présentation des références doit suivre les conventions bibliographiques. Il est recommandé d'utiliser les modèles {{Ouvrage}}, {{Chapitre}}, {{Article}}, {{Lien web}} et/ou {{Bibliographie}}. Le mode d'édition visuel peut mettre en forme automatiquement les références.
- Insérer une infobox (cadre d'informations à droite) n'est pas obligatoire pour parachever la mise en page.

Pour une aide détaillée, merci de consulter Aide:Wikification.
Si vous pensez que ces points ont été résolus, vous pouvez retirer ce bandeau et améliorer la mise en forme d'un autre article.
Les maladies infectieuses humaines peuvent être caractérisées par leur taux de létalité (en anglais: Case Fatality Rate CFR), la proportion de personnes diagnostiquées avec une maladie qui en meurent (cf. taux de mortalité). Il ne doit pas être confondu avec le taux de létalité de l’infection (en anglais: Infection Fatality Rate IFR), la proportion estimée de personnes infectées par un agent pathogène, y compris les infections asymptomatiques et non diagnostiquées, qui meurent de la maladie. L'IFR ne peut pas être supérieur au CFR et est souvent beaucoup plus bas, mais il est également beaucoup plus difficile à calculer. Les données sont basées sur des patients traités de manière optimale et excluent les cas isolés ou les épidémies mineures, sauf indication contraire.

## Tableau
| Maladie                                                                            | Taper               | Traitement                                               | CFR | Remarques | Les références) |
| ---------------------------------------------------------------------------------- | ------------------- | -------------------------------------------------------- | --- | --- | --------------- |
| Encéphalopathies spongiformes transmissibles                                       | Prions              | Actuellement incurable                                   | 100% | Comprend la maladie de Creutzfeldt–Jakob et toutes ses variantes, l'insomnie familiale mortelle, le kuru, le syndrome de Gerstmann–Sträussler–Scheinker et d'autres.                                                  | [ 1 ]           |
| Rage                                                                               | Viral               | Non traité                                               | ~100% | Évitable avec le vaccin et la PPE mais, une fois les symptômes manifestés, le CFR est presque toujours de 100 %. | [ 3 ]           |
| Trypanosomiase humaine africaine                                                   | Parasitaire         | Non traité                                               | ~100% | | [ 4 ]           |
| Leishmaniose viscérale                                                             | Parasitaire         | Non traité                                               | ~100% | | [ 5 ]           |
| Encéphalite amibienne granulomateuse                                               | Infection amibienne | Opportuniste et non traité                               | 90% | 2 survivants, les deux ont des lésions cérébrales permanentes. | [ 7 ]           |
| SIDA/infection à VIH                                                               | Viral               | Non traité                                               | 99% | | :1              |
| Méningo-encéphalite amibienne primitive                                            | Infection amibienne | Non traité                                               | [98–99]% | L'amphotéricine B a montré une efficacité dans la population à survie limitée. Environ 7 survivants documentés |                 |
| Glanders, septicémique                                                             | Bactérienne         | Non traité                                               | 95% | Le taux chute de manière significative à> 50% avec le traitement. | [ 9 ]           |
| Smallpox Variola major – spécifiquement les formes plate (maligne) ou hémorragique | Viral               | Non traité                                               | ~95% | Le taux chute significativement à 10 % avec des traitements efficaces. Éradiqué. | :28,            |
| Fièvre charbonneuse, en particulier la forme pulmonaire                            | Bactérienne         | Non vacciné et non traité                                | > 85% | Les premiers traitements abaissent le CFR à 45 %, comme on l'a vu lors des attaques par lettres AMERITHRAX de 2001. Les anticorps monoclonaux (Obilotoxaximab & Raxibacumab) pourraient encore réduire ce taux.       | :88             |
| Alpherpèsvirus de la Macacine 1                                                    | Viral               | Non traité                                               | ~80 % | Un traitement précoce incluant l'aciclovir peut améliorer le pronostic. | [ 12 ]          |
| Aspergillose, forme pulmonaire invasive                                            | Fongique            | Opportuniste avec MPOC, tuberculose et immuno- compromis | [50–90] % | | [ 13 ]          |
| Variole, Variole majeure - chez les femmes enceintes                               | Viral               | Non vacciné                                              | > 65% | | :88             |
| Virus de la grippe A sous-type H5N1                                                | Viral               |                                                          | ~60 % | | [ 14 ]          |
| Mucormycose (Champignon noir)                                                      | Fongique            |                                                          | [40–80] % | | [ 15 ]          |
| Tularémie, pneumonique                                                             | Bactérienne         | Non traité                                               | ≤ 60% | | :78             |
| Maladie à virus Ebola – spécifiquement EBOV                                        | Viral               | Non vacciné et non traité                                | [25–90] % | Pronostic amélioré par des traitements de soutien précoces comme on l'a vu dans l'épidémie ouest-africaine et l'épidémie au Kivu.                                                                                     | ,               |
| Maladie à virus de Marburg – tous foyers confondus                                 | Viral               | Non traité                                               | [23–90] % | 23 % en 1967 lorsqu'il a été identifié pour la première fois et 90 % en 2004-2005 lors de l'eLa pire épidémie de la maladie s'est produite. Le Galidesivir s'est révélé prometteur dans le traitement des Filoviridae | ,               |
| Méningite cryptococcique                                                           | Fongique            | Co-infection avec le VIH                                 | [40–60] % | La mortalité à 6 mois est >= 60 % avec un traitement à base de fluconazole et 40 % avec un traitement à base d'amphotéricine dans des études de recherche menées dans des pays à revenu faible ou intermédiaire.      | [ 20 ]          |
| Fièvre charbonneuse, gastro-intestinale, type intestinal                           | Bactérienne         | Non vacciné et non traité                                | > 50% | | :27             |
| Peste pulmonaire                                                                   | Bactérienne         | Non vacciné et non traité                                | 50% | | :58             |
| Tétanos, généralisé                                                                | Bactérienne         | Non vacciné et non traité                                | 50% | CFR tombe à [10–20]% avec un traitement efficace. | [ 21 ]          |
| Tuberculose, VIH négatif                                                           | Bactérienne         | Vacciné                                                  | 43% | Des vaccins ont été développés mais ont été fréquemment rejetés pour avoir fait l'objet de tests controversés et inappropriés sur des populations africaines.                                                         | [ 22 ]          |
| Peste septicémique                                                                 | Bactérienne         | Non vacciné et non traité                                | [30–50] % | | :58             |
| Baylisascaridiase                                                                  | Parasitaire         |                                                          | ~40 % | Avec apparition de Neural Larva Migrans ; traitement précoce et agressif nécessaire à la survie, mais seulement 2 guérisons complètes de NLM jamais documentées                                                       | [ 23 ]          |
| Infection à hantavirus                                                             | Viral               |                                                          | 36% La ribavirine peut être un médicament pour le SPH et le FHSR, mais son efficacité reste inconnue, mais une guérison spontanée est possible avec un traitement de soutien. | |                 |
| Syndrome respiratoire du Moyen-Orient (MERS)                                       | Viral               |                                                          | 34% | Galidesivir s'est révélé prometteur dans le traitement des Coronaviridae | [ 24 ]          |
| Virus de l'encéphalite équine orientale                                            | Viral               |                                                          | ~33 % | | [ 25 ]          |
| Peste bubonique                                                                    | Bactérienne         | Non vacciné et non traité                                | [5–60] % | | :57             |
| Fièvre charbonneuse gastro-intestinale, type oropharyngé                           | Bactérienne         |                                                          | [10–50] % | | :27             |
| Variole, Variola majou                                                             | Viral               | Non vacciné                                              | 30% | | :88             |
| Varicelle (varicelle), chez les nouveau-nés                                        | Viral               | Non traité                                               | ~30 % | Où les mères développent la maladie entre 5 jours avant ou 2 jours après l'accouchement. | :110            |
| Dengue hémorragique (DHF)                                                          | Viral               | Non traité                                               | 26% | La dengue hémorragique est également connue sous le nom de « dengue sévère ». | [ 27 ]          |
| Syndrome pulmonaire à hantavirus (SPH)                                             | Viral               | Non traité                                               | ~21 % | Galidesivir s'est révélé prometteur dans le traitement des Bunyavirales | [ 28 ]          |
| Tularémie, typhoïde                                                                | Bactérienne         | Non traité                                               | [3–35] % | | :77             |
| Leptospirose                                                                       | Bactérienne         |                                                          | < [5–30] % | | :352            |
| Méningococcie                                                                      | Bactérienne         | Non vacciné et non traité                                | [10–20] % | | [ 29 ]          |
| Fièvre typhoïde                                                                    | Bactérienne         | Non vacciné et non traité                                | [10–20] % | | :665            |
| Légionellose                                                                       | Bactérienne         |                                                          | ~15 % | | :665            |
| Syndrome respiratoire aigu sévère (SRAS)                                           | Viral               |                                                          | 11% | Galidesivir s'est révélé prometteur dans le traitement des Coronaviridae. | [ 30 ]          |
| Capillariose intestinale                                                           | Parasitaire         | Non traité                                               | ~10 % | | [ 31 ]          |
| Leishmaniose viscérale                                                             | Parasitaire         |                                                          | ~10 % | | [ 32 ]          |
| Botulisme                                                                          | Toxine bactérienne  | Traité                                                   | < 10% | Le botulisme d'origine alimentaire non traité serait d'environ 50 % | [ 33 ]          |
| Diphtérie, respiratoire                                                            | Bactérienne         | Non vacciné et non traité                                | ~[5-10] % | | [ 34 ]          |
| Fièvre jaune                                                                       | Viral               | Non vacciné                                              | 7,5 % | | [ 35 ]          |
| Coqueluche (coqueluche), nourrissons dans les pays en développement                | Bactérienne         | Non vacciné                                              | ~3,7 % | | :456            |
| Variole, Variole majeure                                                           | Viral               | Vacciné                                                  | 3% | | :88             |
| Choléra, en Afrique                                                                | Bactérienne         |                                                          | ~[2–3] % | Avec un traitement approprié, peut être inférieur à 1 %, tandis que sans traitement peut atteindre 50 % | ,               |
| Pandémie de grippe de 1918                                                         | Viral               | Traité                                                   | [2,5-9,7] % | varie selon la population, jusqu'à 22 % dans le Samoa occidentales | ,               |
| Angiostrongylose                                                                   | Parasitaire         |                                                          | ~2,4 % | De Hawaiian cas. | [ 44 ]          |
| Rougeole (rubéole), dans les pays en développement                                 | Viral               | Non vacciné                                              | ~[1–3] % | Peut atteindre [10–30]% dans certaines localités. | :431            |
| Brucellose                                                                         | Bactérienne         | Non traité                                               | ≤ 2% | | :87             |
| Hépatite A, adultes > 50 ans                                                       | Viral               | Non vacciné                                              | ~1,8 % | | :278            |
| Maladie à coronavirus 2019 (COVID-19)                                              | Viral               | Vacciné & Traité avec des traitements non spécifiques    | ~0,08 % | Par Notre monde en données, moyenne des pays du monde au 9 septembre 2021. Dépend en grande partie du groupe d'âge des personnes.                                                                                     | [ 45 ]          |
| Fièvre de Lassa                                                                    | Viral               | Traité                                                   | ~1 % | 15 % chez les patients hospitalisés ; plus élevé dans certaines épidémies. | [ 46 ]          |
| Encéphalite ourlienne                                                              | Viral               | Non vacciné                                              | ~1 % | | :431            |
| Coqueluche (coqueluche), enfants des pays en développement                         | Bactérienne         | Non vacciné                                              | ~1 % | Pour les enfants de 1 à 4 ans. | :456            |
| Variole, Variole mineure                                                           | Viral               | Non vacciné                                              | 1% | | :87–88          |
| Encéphalite équine vénézuélienne (VEE)                                             | Viral               |                                                          | < 1% | | :97–98          |
| Charbon cutané                                                                     | Bactérienne         |                                                          | < 1% | | :27             |
| Grippe saisonnière, dans le monde                                                  | Viral               | Largement non vacciné, Traité                            | < 0.1–0.5% | Dépend largement de la tranche d'âge des personnes. | [ 47 ]          |
| Paludisme                                                                          | Parasitaire         |                                                          | ~0,3 % | | [ 48 ]          |
| Hépatite A                                                                         | Viral               | Non vacciné                                              | [0,1–0,3] % | | :278            |
| Polio                                                                              | Viral               | Sans assistance respiratoire artificielle                | ~0,1 %, varie selon l'âge : 2-5 % pour les enfants et jusqu'à 15-30 % pour les adultes                                                                                        | 0,5% de tous les infectés deviennent paralysés. Parmi ceux-ci, environ [10-20]% meurent. | ,               |
| Grippe asiatique (1956–58)                                                         | Viral               |                                                          | ~0,1 % | | [ 51 ]          |
| Hong Kong grippe (1968–69)                                                         | Viral               |                                                          | ~0,1 % | | [ 51 ]          |
| Grippe A, pandémies typiques                                                       | Viral               |                                                          | < 0,1 % | | [ 41 ]          |
| Varicelle (varicelle), adultes                                                     | Viral               | Non vacciné                                              | 0,02 % | | :110            |
| Maladie pieds-mains-bouche, enfants < 5 ans                                        | Viral               |                                                          | 0,01 % | | [ 52 ]          |
| Varicelle (varicelle), enfants                                                     | Viral               | Non vacciné                                              | 0,001 % | | :110            |

## Source de traduction
- (en) Cet article est partiellement ou en totalité issu de l’article de Wikipédia en anglais intitulé « List of human disease case fatality rates » (voir la liste des auteurs).